# Karel Josef Sedlnický z Choltic
Karel Josef Hyacint Sedlnický z Choltic (polsky Karol Józef Hiacynt Sedlnicki , 13. června 1703, Opavice/Albrechtice - 8. ledna 1761, Konstantynów) byl moravskoslezský šlechtic z rodu Sedlnických z Choltic. Zastával vysoké úřady v království Polské koruny (od roku 1745 byl velkým pokladníkem, od roku 1736 dvorním pokladníkem). Od roku 1739 byl podlasským vojvodou, od roku 1731 podkoní litevského knížectví, v letech 1732–1738 starosta Mielnický a starosta dzierzgońský.

## Život
Narodil se jako syn říšského hraběte Karla Julia Sedlnického (1655–1731) a jeho ženy Marie Kazimíry rozené Pieniążkové. Otec byl správcem komorních panství a v letech 1697–1699 byl císařským vyslancem v Polsko-litevském společenství.
Vyrůstal v sídle své matky ve Witulinu v Podlesí. V roce 1725 se oženil s Konstancií rozenou Branickou.  
V letech 1730 a 1732 byl zvolen poslancem sněmu. Byl poslancem za mielnický kraj na svolávacím sejmu z roku 1733. Byl členem všeobecné konfederace založené 27. dubna 1733 na tomto Sejmu. Podporoval kandidaturu Bedřicha Augusta proti Stanisławu Leszczyńskému. Jako zástupce podepsal pacta conventa Augusta III. Saského. Byl jmenován dvorským maršálkem královny Marie Josefy a jejím komorníkem. Před zasedáním Sejmu v roce 1746 připravil pojednání ohledně financování armádních výdajů.
V roce 1738 se stal rytířem Řádu bílého orla.